# 藤原 (插畫家)
藤原（日语：／ Fujichoko，1990年9月30日—），日本女性插畫家、漫畫家。日本美術專門學校的特別講義講師。

## 人物
- 出生於日本千葉縣，現居東京都。
- 就讀於多摩美術大學油畫科[3][4]。
- 中學至高中時期就已經開始活動[5]，以獨特的色彩和動作構圖為特徵。
- 大學生時就開了第一次的個人畫展[6]。

## 作品

### 小說插畫
- 流浪勇者與金幣共舞，原名，富士見Fantasia文庫，作者：紫雪夜，東立代理
- 法布爾小姐的蟲之荒園，原名，電撃文庫，作者：物草純平，台灣角川代理
- 八男？別鬧了！，原名，MF Books，作者：Y.A，台灣角川代理
- 自稱賢者弟子的賢者，原名，MICROMAGAZINE Inc.，作者：りゅうせんひろつぐ，青文代理
- 被吊銷冒險者執照的大叔，與愛女一起歌頌悠閒人生，原名，SB Creative(GAノベル)，作者：斧名田マニマニ，東立代理

### 漫畫
- R.O.D REHABILITATION（原作：倉田英之、集英社、2013年4月25日、全1卷）

### 遊戲插畫
- 幻想神域
- 任天堂3DS 『勇氣默示錄』（史克威尔艾尼克斯、一部キャラクター・衣装デザイン[7]）
- PC网络游戏 『MIRROR WAR』（GMOゲームポット・L&K社[8]、メインビジュアル）
- PlayStation Vita・PlayStation 4『初音未来 -歌姬计划- X』（セガゲームス、デザイン・イメージイラスト[9]）
- 少女前線（手機遊戲，「四式」人物設計）
- 碧藍航線（手機遊戲，部分過場圖、「駿河」人物設計）

### 畫集
- 極彩少女世界
- 藤原畫集：彩幻境，原名

### 其他
- 奇幻世界場景＆人物設計講座，原名，楓書坊代理。

### 動畫
- 天籟人偶角色原案(鴉羽、奧宮乙女)
- 自稱賢者弟子的賢者角色原案

## 外部連結
- 藤ちょこ公式サイト （页面存档备份，存于）
- .   [2016-04-11]. （原始内容存档于2013-10-25）.（旧公式サイト）
- 藤ちょこ(fuzichoco)的Facebook專頁
- 藤原的X（前Twitter）
- 藤原的新浪微博
- 藤原的pixiv
- 教えて！ 絵師さん：物語の世界へ導く色彩を探して 藤ちょこさん （页面存档备份，存于）、ITmediaニュース、2014年12月15日